# Egira februalis
Egira februalis là một loài bướm đêm trong họ Noctuidae.